# Dunsum
Dunsum (frisó septentrional Dunsem) és un dels municipis de l'illa de Föhr (Illes Frisones) que forma part del districte de Nordfriesland, dins l'Amt Föhr-Amrum, a l'estat alemany de Slesvig-Holstein. Segons el cens de 2022 te una població de 77 habitants.

## Història
El nom significa "assentament de Donni". Com a part de Westerland Föhr, Dunsum pertanyia als enclavaments reials de Dinamarca i, per tant, va ser part directa de la corona danesa, mentre que Osterland Föhr pertanyia al ducat de Schleswig. Només quan Dinamarca va perdre Schleswig davant Prússia en la Guerra dels Ducats, Dunsum es va convertir en una part de Schleswig-Holstein.